# Nazionale di atletica leggera del Sudafrica
La nazionale di atletica leggera del Sudafrica è la rappresentativa del Sudafrica nelle competizioni internazionali di atletica leggera riservate alle selezioni nazionali.

## Bilancio nelle competizioni internazionali
La nazionale sudafricana di atletica leggera vanta 20 partecipazioni ai Giochi olimpici estivi su 29 edizioni disputate.
Le nove medaglie d'oro olimpiche conquistate del Sudafrica sono state vinte da:
- Reggie Walker nei 100 metri piani a Londra 1908
- Ken McArthur nella maratona a Stoccolma 1912
- Bevil Rudd nei 400 metri piani ad Anversa 1920
- Sid Atkinson nei 110 metri ostacoli ad Amsterdam 1928
- Esther Brand nel salto in alto ad Helsinki 1952
- Josia Thugwane nella maratona ad Atlanta 1996
- Caster Semenya negli 800 metri piani a Londra 2012 e Rio de Janeiro 2016
- Wayde van Niekerk nei 400 metri piani a Rio de Janeiro 2016